# Pengkelakmas
Pengkelakmas is een bestuurslaag in het regentschap Oost-Lombok van de provincie West-Nusa Tenggara, Indonesië. Pengkelakmas telt 7326 inwoners (volkstelling 2010).